# Andrei Karpuchin

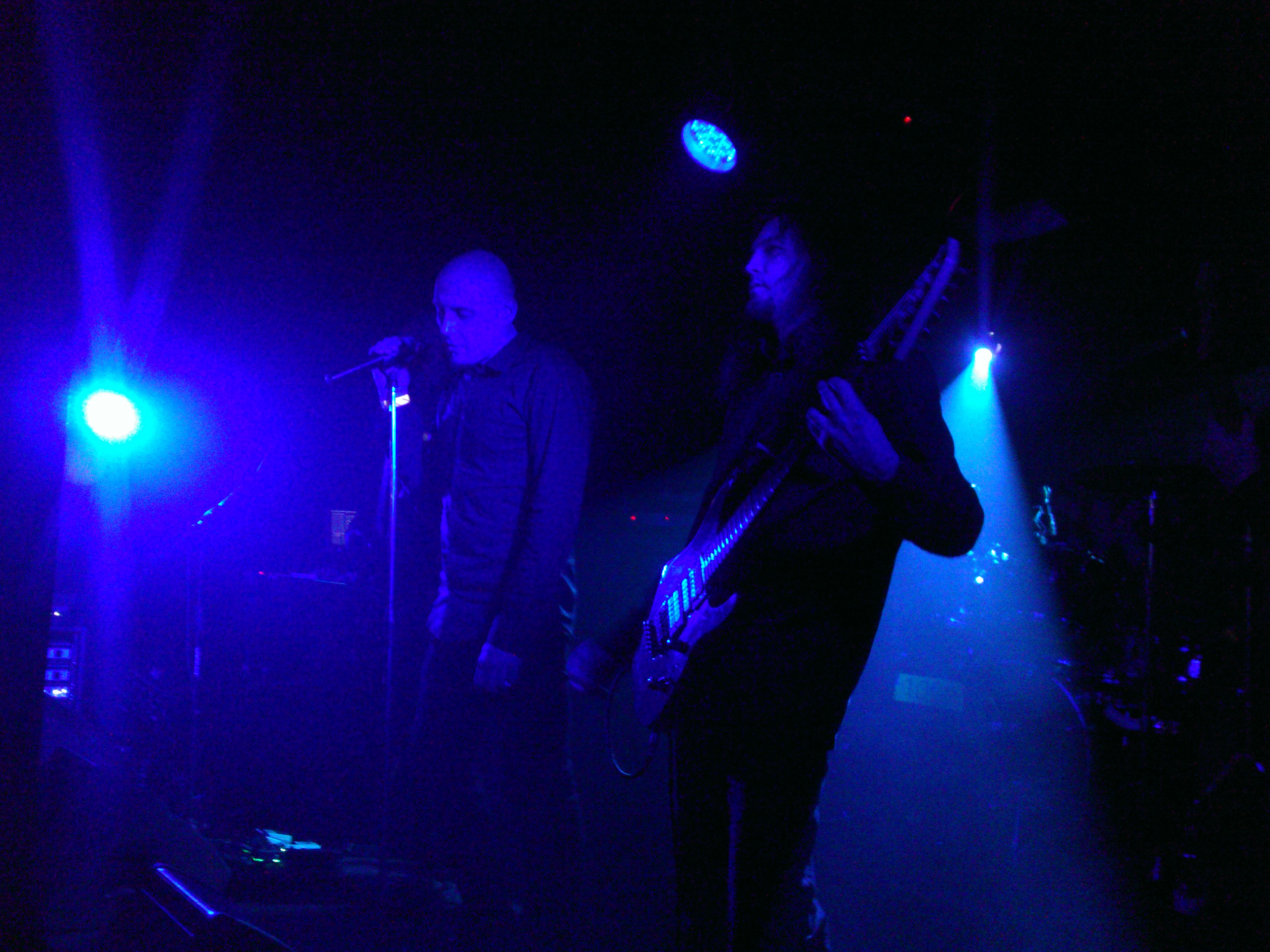
Karpuchin als Sänger mit Comatose Vigil in Sankt Petersburg

Andrei Karpuchin (russisch Андрей Карпухин; geboren 25. Juli 1984 in Moskau) ist ein russischer Sänger und Schlagzeuger. Bekannt wurde Karpuchin unter dem Pseudonym A. K. iEzor, insbesondere durch die von ihm mit initiierten Gruppen Abstract Spirit und Comatose Vigil. 

## Werdegang
In den 2000er Jahren spielte Karpuchin in den lokalen Black-Metal-Bands Omnicide und Agasfer. Nach Auflösung dieses Projektes beteiligte er sich an der Gründung einiger erfolgreicher Bands. In den meisten Projekten agiert Karpuchin als Sänger, gelegentlich tritt er auch als Schlagzeuger und selten als Bassist in Erscheinung. Mehrere der Projekte wurden über bekannte russische Label mit internationaler Reputation wie Solitude Productions und Marche Funebre Productions veröffentlicht. Mit Comatose Vigil entstand 2003 das erste erfolgreiche Funeral-Doom-Projekt unter seiner Beteiligung. Ein weiteres folgte mit Abstract Spirit, ebenso die Gothic-Metal-Band Mare Infinitum und die Symphonic-Metal-Band Kein Zurück. 
Im Zuge der Auflösung und eines folgenden Streits um die Namensrechte zu Comatose Vigil im Jahr 2016, beschloss Karpuchin ein Folgeprojekt unter dem Titel Comatose Vigil A. K. zu gründen. Neben der Reihe eigener Projekte Beteiligte er sich insbesondere als Songschreiber und Sänger für weitere Bands wie Ennui, A Young Man’s Funeral und Who Dies in Siberian Slush.

## Stil
Über seine breite Beteiligung an russischen Funeral-Doom-Bands gilt Karpuchin als eine prägende Stimme der Doom-Metal- und besonders Funeral-Doom-Szene. So könne Karpuchin einer der besten Funeral- und Death-Doom-Sänger sein. Seine meist als Growling vorgetragener gutturaler Bass sei nicht nur tief und kehlig, sondern ebenso weich und artikuliert.

## Diskografie (Auswahl)
Mit Abstract Spirit
Mit Comatose Vigil
Mit Comatose Vigil A. K.
Mit Mare Infinitum
- 2011: Sea of Infinity
- 2015: Alien Monolith God